# Suretone Records
Suretone Records é uma gravadora norte-americana, criada em 2006 como uma joint venture de Jordan Schur, ex-CEO da Geffen Records e Interscope Records para lançar bandas de rock alternativo.
Possui no seu catálogo as seguintes bandas:
- The Cure
- Angels & Airwaves
- Chris Cornnel
- Drop Dead, Gorgeous
- Eastern Conference Champions
- From First to Last
- Headway
- Manic
- Meriwether
- The Pink Spiders
- The Robert Fortune Band
- Shwaize
- Weezer

1. ↑  «Jordan schur in partnership with interscope records launches suretone records - umg». UMG (em inglês). Consultado em 23 de janeiro de 2016
2. ↑  Newman, Melinda (25 de março de 2006). «Geffen Shuffle: Fair In, Shur Gets New Label Shot». Nielsen Business Media. Billboard. 118 (12): 5–6